# Krushnanandapur
Krushnanandapur es una ciudad censal situada en el distrito de Jagatsinghpur en el estado de Odisha (India). Su población es de 8974 habitantes (2011). Se encuentra a 51 km de Bhubaneswar y a 46 km de Cuttack.

## Demografía
Según el censo de 2011 la población de Krushnanandapur era de 8974 habitantes, de los cuales 4088 eran hombres y 4886 eran mujeres. Krushnanandapur tiene una tasa media de alfabetización del 90,65%, superior a la media estatal del 72,87: la alfabetización masculina es del 93,60%, y la alfabetización femenina del 88,23%.